# John Madden Football II
John Madden Football II är ett fotbollsspel som släpptes för IBM PC och kompatibla 1991. Det fungerar som uppföljare till det ursprungliga John Madden Football PC-spelet och släpptes ett år efter Genesis-versionen av samma titel. Den här upplagan hade uppdateringar som större spelböcker och mer inblick från John Madden.